# Stephen Bishop
Stephen Bishop (ur. 14 listopada 1951 w San Diego) – amerykański piosenkarz, kompozytor i gitarzysta. Największy sukces odniósł w roku 1977 przebojem On And On, który dotarł do 11 miejsca amerykańskiej listy przebojów. Inne przeboje: "Save It For A Rainy Day", "Everybody Needs Love", "It Might Be You" (temat skomponowany przez Dave'a Grusina do filmu Tootsie z 1982, reż. Sydney Pollack).

## Dyskografia

### Albumy
- 1976 – Careless
- 1978 – Bish
- 1980 – Red Cab To Manhattan
- 1986 – Sleeping With Girls
- 1989 – Bowling In Paris
- 1990 – Best Of Bish
- 1994 – On And On: The Hits Of Stephen Bishop
- 1996 – Blue Guitars
- 1997 – An Introduction To Stephen Bishop
- 1999 – Back To Back (kompilacja dwóch wykonawców: Stephena Bishopa i Michaela Johnsona)
- 2002 – 20th Century Masters: Millennium Collection
- 2002 – Merry Bishmas
- 2003 – Yardwork
- 2003 – Demo 1
- 2003 – Demo 2
- 2004 – Demo 3: Fear Of Massage
- 2004 – Dance of the Heart: His Best & More
- 2007 – Live At The Ventura Theater (płyta trzech wykonawców: grupy America, Andrew Golda i Stephena Bishopa)
- 2007 – Saudade
- 2007 – Romance in Rio